# (39880) Dobšinský
(39880) Dobšinský, désignation internationale (39880) Dobsinsky, est un astéroïde de la ceinture principale.
Il a été nommé en l'honneur de Pavol Dobšinský.

## Description
(39880) Dobsinsky est un astéroïde de la ceinture principale. Il fut découvert le 15 mars 1998 à Modra par Peter Kolény et Leonard Kornoš. Il présente une orbite caractérisée par un demi-grand axe de 2,31 UA, une excentricité de 0,09 et une inclinaison de 5,3° par rapport à l'écliptique.

## Compléments